# Voodoo

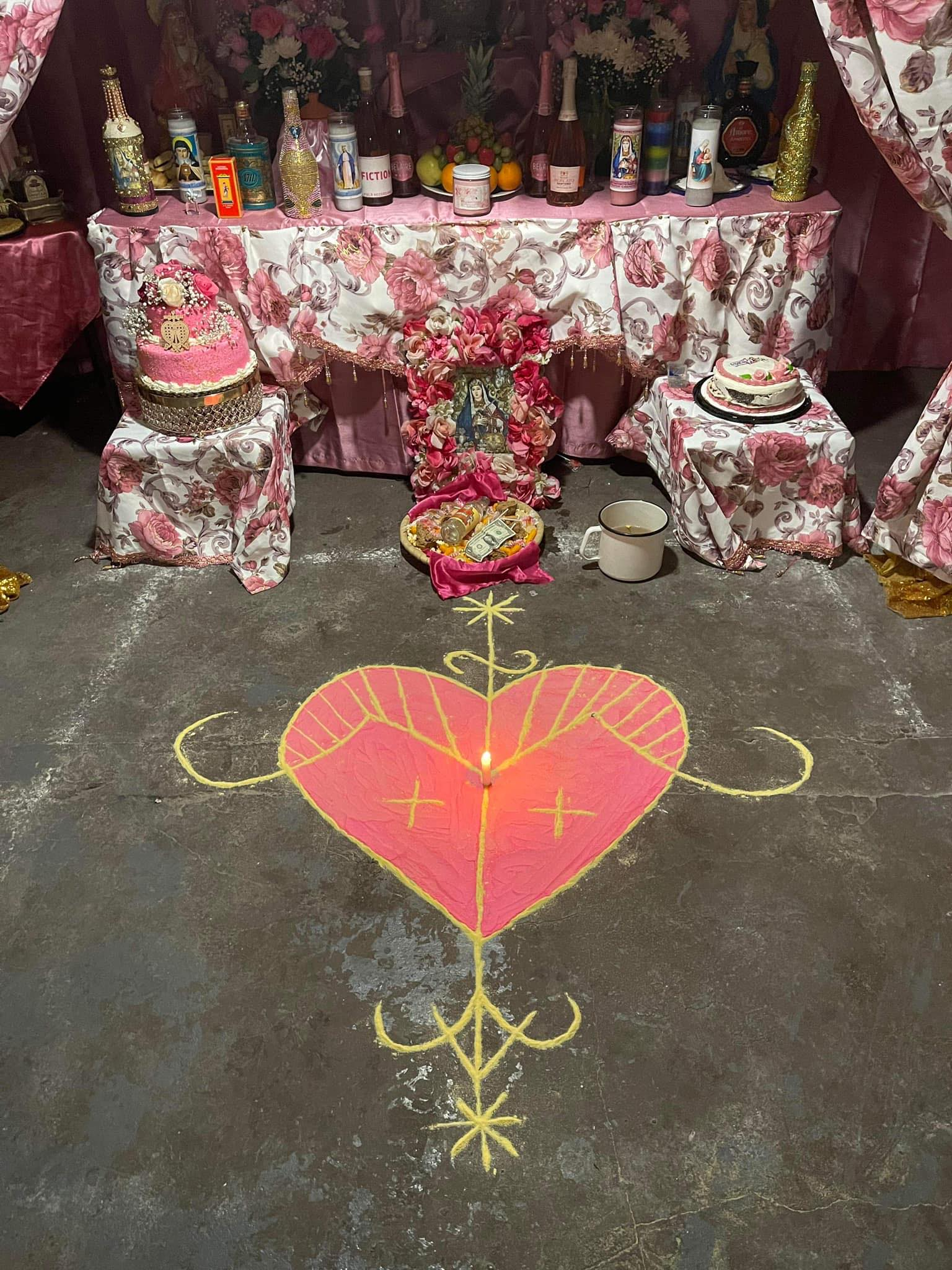
Przykładowy ołtarz na ceremonię Vodou

Voodoo (czyt. wudu) (inne formy to Vodun (Benin); najpoprawniejsza forma to Vodou (kreolski) a. wołdu) jest synkretyczną religią afroamerykańską praktykowaną głównie na Haiti, w Dominikanie i w niektórych regionach Stanów Zjednoczonych, zwłaszcza tych gdzie istnieją duże społeczności karaibskie (np. Nowy Jork, Miami czy Portoryko). „Vodun” określa formę pierwotną religii z Afryki (Benin i Togo), „Vodou” to poprawna forma zapisu najpopularniejszej karaibskiej wersji religii (m.in. z Haiti), natomiast „Voodoo” to zamerykanizowane określenie na tradycję, która trafiła z Karaibów do Stanów Zjednoczonych (a właściwie Nowego Orleanu i Luizjany), mieszając się lokalnie z innymi wierzeniami. Wszystkie z nich różnią się od siebie. „Voodoo” niepoprawnie jest używane jako synonim czarnej magii, praktyk afrykańskich i rdzennych, a także laleczek. Vodou jest jedną z najpopularniejszych tzw. ATRs (Afrykańskich Tradycyjnych Religii). Santeria jest uważana za „dalsze kuzynostwo” tradycji Vodou ze względu na wpływy wierzeń Jorubów. Vodou (jak i wszystkie religie afrykańskie) są znane jako systemy wierzeń bądź tradycje duchowe zamknięte (ang. closed practice), czyli takie, do których dostępu udzielają wyłącznie duchy oraz ich kapłaństwo poprzez tradycyjny proces inicjacji.
Podstawę Vodou stanowią tradycyjne wierzenia ludów Afryki Zachodniej i Środkowej (w szczególności Fon i Ewe z Dahomeju, ludów Kongo, a także Joruba), wzbogacone o elementy katolicyzmu, spirytyzmu, ale także rdzennych wierzeń ludów karaibskich („Indian”). Tradycja Vodou wykształciła się w obecnej formie między innymi na Hispanioli wraz ze sprowadzeniem w XVII/XVIII w. niewolników z Afryki, którym próbowano narzucać katolicyzm. Niewolnicy nie odrzucili swoich rdzennych wierzeń, ukrywając je i łącząc je z nową religią tuż pod nosem kolonizatorów. W Vodou istnieje wprawdzie wiara w Bondye (jednego Boga), który jednak postrzegany jest jako doskonała energia oddalona od ludzi (koncepcja deus otiosus). Bóg w Vodou jest widziany jako Absolut czy Źródło, które nie ingeruje bezpośrednio w życiu czy losie człowieka. Boskie manifestacje, twarze, czy wysłannicy tej najwyższej siły są znane jako Loa (właściwie Lwa, a. L-Ł-A, czyli duchy Vodou), które wyznawcy ukryli za wizerunkami katolickich świętych. Liturgia Vodou składa się z poszczególnych grup duchów, którymi są na przykład: Rada Lwa, Ogou Lwa, Petro Lwa, Guede Lwa. Duchy Lwa są postrzegane jako siły natury, świata i wszechświata, często „nieludzkie”. Wyznawcy Voodoo uprawiają jednak także kult przodków oraz czynnie włączają do swego panteonu ludzi zasłużonych dla narodu lub lokalnej społeczności. Słowo „Vodou” (Voodoo) wywodzi się z języka plemienia Fon (lub Ewe) i oznacza duch.

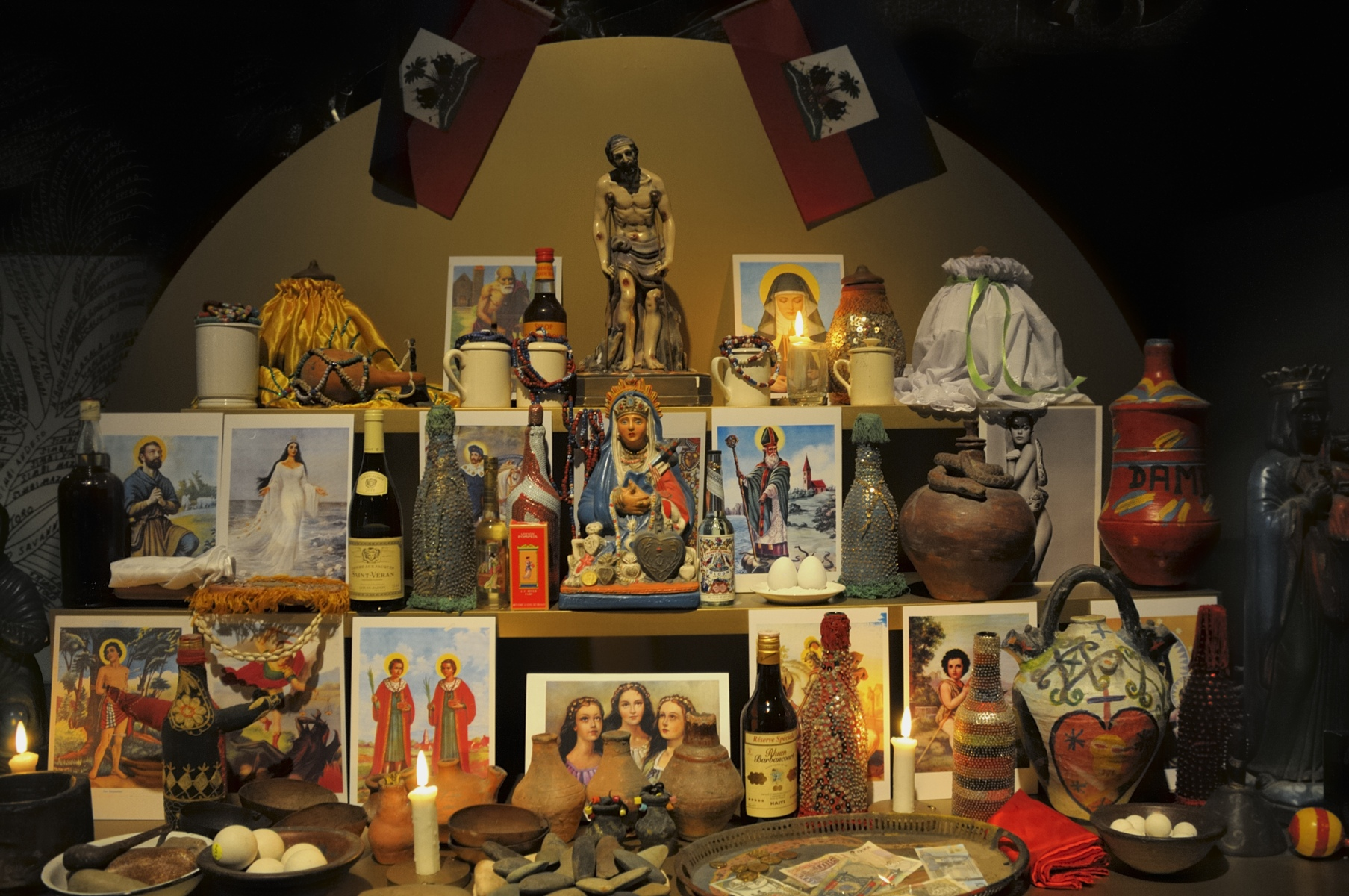
Przykładowy ołtarz dla duchów Vodou (Loa)

Kluczową częścią ceremonii Vodou jest opętanie, które jest uznawane jako pożądane i potrzebne do bezpośredniej komunikacji z duchami. Ważną rolę odgrywają w nich bębny, za pomocą których wygrywa się skomplikowane polirytmie. Dzięki nim uczestnicy są w stanie łatwiej wejść w trans, podczas którego Lwa opanowują jedną lub więcej osób. W języku wyznawców mówi się wtedy, że „Lwa ujeżdża swojego konia”. Osoby, które służą swojej społeczności jako medium dla duchów Lwa, nazywa się caballo albo chwal, czyli koń. Są to osoby zazwyczaj wcześniej inicjowane w tradycji lub posiadające specyficzne predyspozycje do wejścia w trans.
Houngan (kapłan-szaman) lub Mambo (kapłanka-szamanka) to tradycyjni opiekunowie i strażnicy Vodou. Posiadają wielką wiedzę na temat Lwa, sposobów kontaktowania się z nimi, ale także receptur uzdrawiających i rytuałów magicznych. Osoby, które są wybierane przez Loa na ścieżkę kapłaństwa, muszą przejść intensywne rytuały inicjacyjne, często trwające dłużej niż tydzień. Podczas inicjacji przekazuje im się wiedzę, duchową siłę i nierozerwalną więź z duchami Vodou. Kapłaństwo jest także centralnym punktem Sosyete (świątyni) w Voodoo, bez których nie mogą się toczyć rytuały. Magia oraz wiara w siłę tworzenia własnej rzeczywistości oraz zmieniania sytuacji życiowych jest głęboką częścią Vodou. Wyznawcy Vodou mówią, że to tradycja uzdrowienia. To właśnie kapłaństwo religii ma dostęp do sekretów tradycji, dzięki którym inni inicjowani, ale także klienci, są w stanie otrzymać pomoc od duchów za pomocą „prac magicznych”. Każdy z Lwa posiada swój własny odrębny symbol (veve), rysowany w rytualny sposób przez osobę inicjowaną na ziemi przed rozpoczęciem obrzędu. Poniżej, od lewej do prawej, przykładowe symbole Lwa: Dambala, Papa Legba, Maman Brigitte i Ogou. Większość Lwa koresponduje z katolickim świętym, nawet w dzisiejszych czasach.

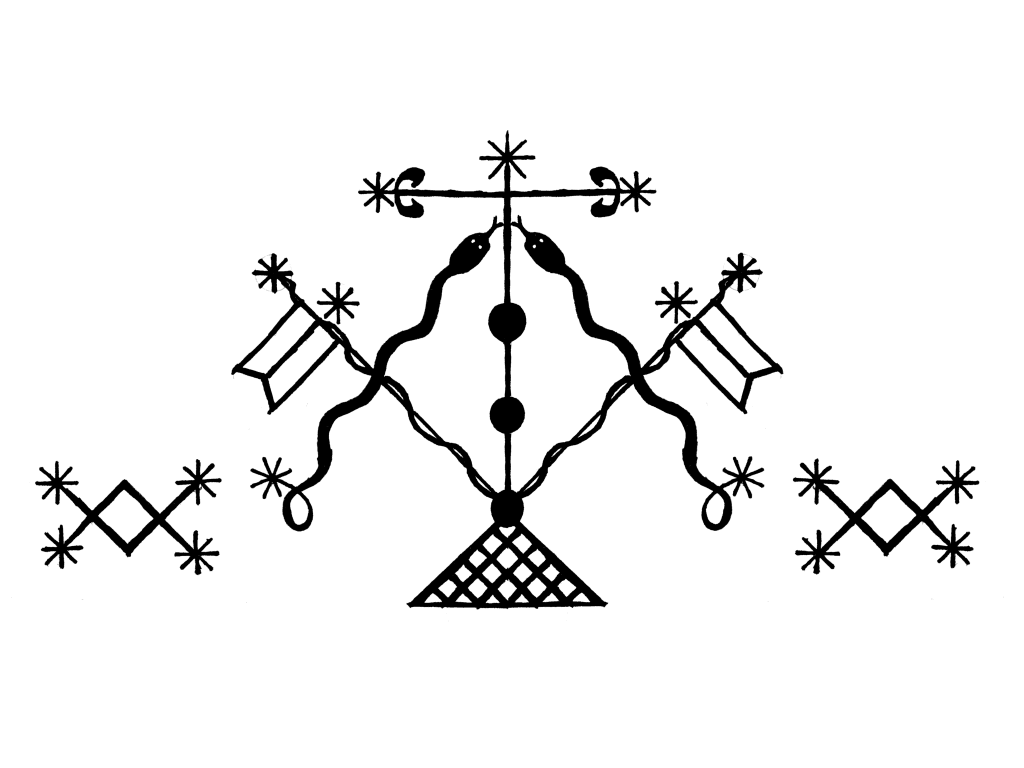
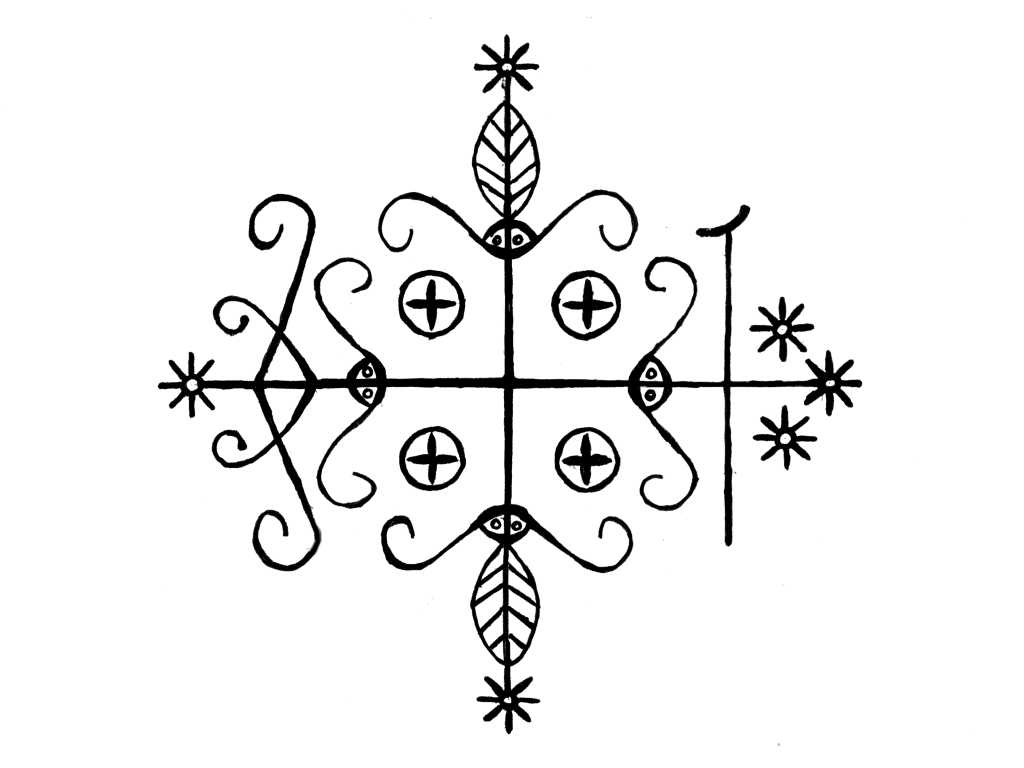
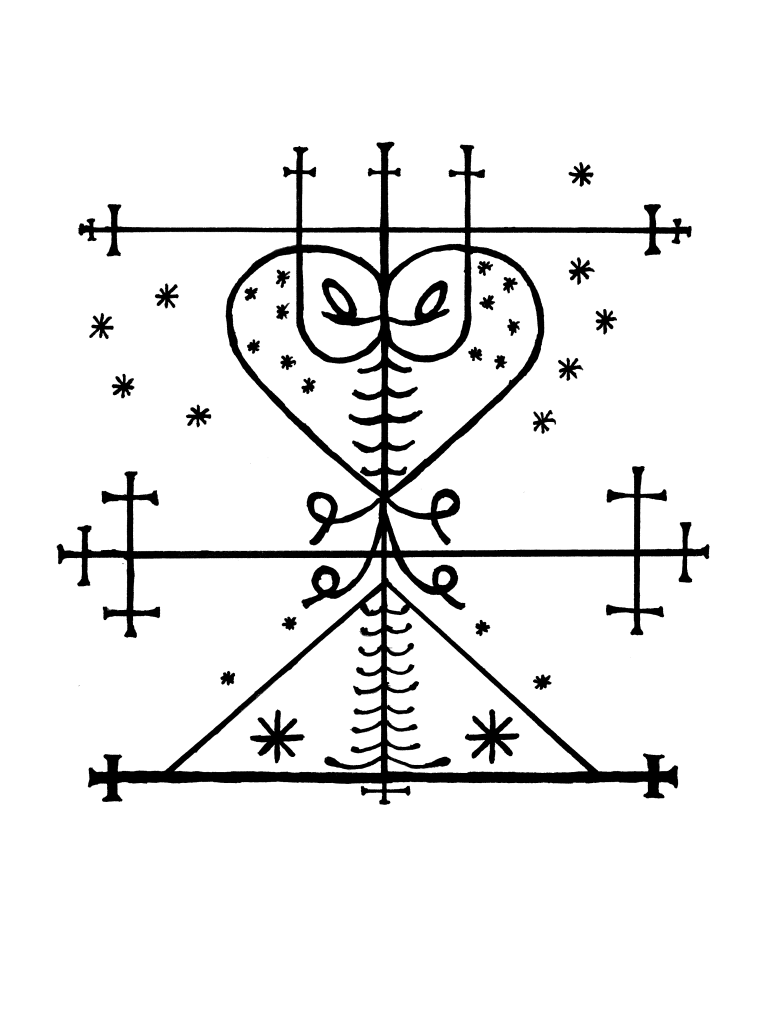
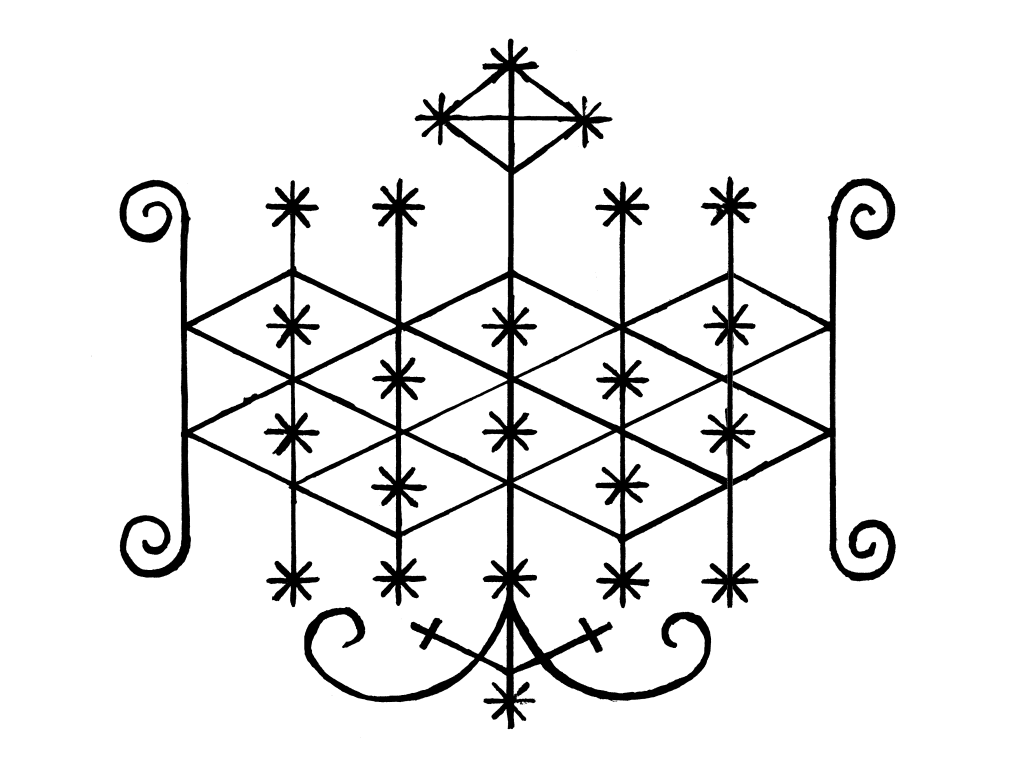

## Lwa (Loa)[5]
Lwa, po angielsku bardziej określani jako Loa, są istotami duchowymi postrzeganymi przez wyznawców jako boskie manifestacje Bondye (Boga). Reprezentują siły natury, moce świata i wszechświata. Lwa są pradawnymi duchami, a wiele z nich jest „nieludzkich”. Istnieją jednak Lwa, które są postrzegane jako przodkowie podniesieni do rangi duchów wyższych i rozwiniętych. Lwa „schodzą na Ziemię” (wedle języka wyznawców) w opętaniu, manifestując się przez ciała medium, dając od siebie błogosławieństwa, ostrzeżenia, konsultacje, uzdrowienia i wiele innych. Kapłaństwo Vodou „pracuje” z Lwa w osiąganiu różnych celów, nie tylko dla siebie, ale także dla wierzących i klientów. Zaczynając od pomocy z pieniędzmi, karierą czy sukcesem, a kończąc na miłości i małżeństwach, bądź łamaniu klątw, egzorcyzmowaniu złych duchów i oczyszczaniu negatywnych energii. Wierzy się, że Lwa ma siłę, aby rozwiązać wszystkie ludzkie problemy, ale wszystko zależy od tego, ile wiedzy i siły duchowej ma kapłan lub kapłanka. Przykładowe Lwa to:
- Papa Legba – Loa strzegący bram między światem fizycznym a duchowym. Często reprezentowany przez św. Łazarza lub św. Antoniego
- Ogou – Loa reprezentujący męskość, ogień, metal i wojnę
- Erzulie (Dantor) – Loa matczynności, rebelii i rewolucji. Patronka kobiet, matek (głównie samotnych) i dzieci. Reprezentowana przez Czarną Madonnę z Częstochowy
- Dambala – Loa reprezentujący mądrość i rozwój duchowy. Reprezentowany przez węża (symbol sekretnej wiedzy w Vodou) i św. Patryka
- Erzulie (Freda) – Loa miłości, czystości i luksusu. Reprezentowana przez Matkę Boską
- Szango – Loa burzy reprezentowany przez św. Barbarę. Występuje również w religii Santeria jako Orisza i jest najbardziej znany w tej formie

Jednym z najpopularniejszych ugrupowań Lwa jest Guédé, czyli duchy życia i śmierci, którym przewodzi bardzo popularny Baron Samedi.

## Wpływ Polaków oraz Polski na Voodoo i Haiti

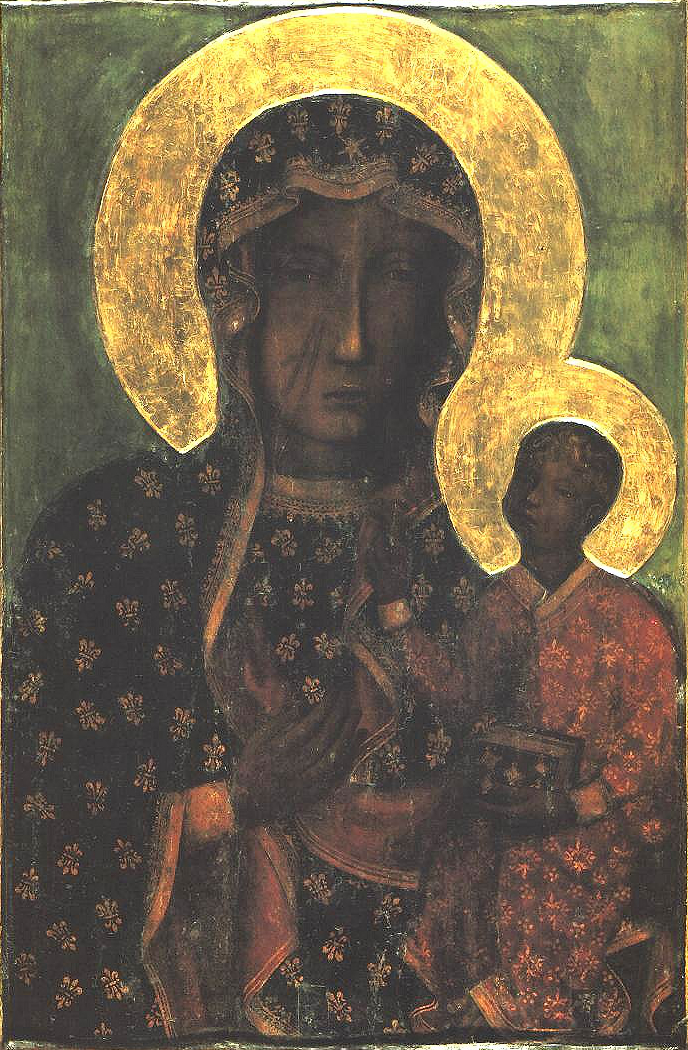
Czarna Madonna z Częstochowy jako duch Vodou – Erzulie Dantor

W 1791 roku na Haiti doszło do wybuchu rewolucji haitańskiej, która z przerwami trwała do 1804 roku. Napoleon Bonaparte nie chcąc utracić swojej najbogatszej kolonii, posyłał do jej stłumienia kolejne formacje wojskowe. W latach 1802–1804 na wyspę przybyły również oddziały Legionów Polskich we Włoszech. Mówi się, że Bonaparte obiecał Polakom pomoc w odzyskaniu niepodległości swojego kraju, bowiem w czasie trwania rewolucji na Haiti, Polska sama przechodziła przez swój ostatni III rozbiór. Napoleon oczekiwał, że Polacy nigdy nie wrócą. Kiedy Polacy dotarli na Haiti, zobaczyli, że Haitańczycy (zniewoleni przez Francuzów), walczyli o swoją niepodległość oraz wolność. Polacy, którzy w tym samym czasie mierzyli się z podobną sytuacją, w dużej mierze postanowili zmienić swoje strony i dołączyli do Haitańczyków w ich rebelii, zabijając kolonizatorów z Francji. Jean-Jacques Dessalines, czyli dowódca haitańskiej rewolucji i (później) pierwszy cesarz Haiti, nazwał Polaków „białymi Murzynami Europy”, co dało jeszcze większe poczucie więzi, jaka łączy te pozornie różne kraje o wspólnej historii zniewolenia i walki o wolność. Po wygranej rewolucji, wielu z Polaków zostało na Haiti z klasyfikacją „noir”, czyli jako „czarni”, ponieważ biali (wedle nowego prawa) nie mieli wstępu na wyspę. Istnieje zapis w haitańskiej konstytucji mówiący o tym, że Polacy mogą żenić się z Haitankami i nabywać ziemię. Mieszkańcy noszą także nazwiska zaczerpnięte z polskich, często jest to widziane np. w Cazale, czyli głównym ośrodkiem zamieszkałym przez Polonię na Haiti. Potomkowie legionistów mówią o sobie Polacy. Zachowali szczątkowe obyczaje (taniec polka, warkocze zaplatane na sposób słowiański) i kilka powiedzeń.

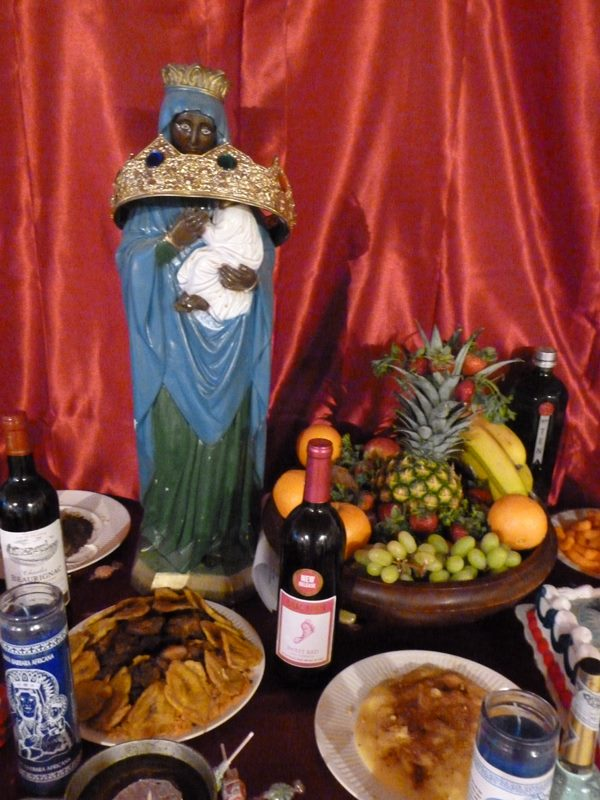
Ofiary dla Erzulie Dantor z wizerunkami Czarnej Madonny z Częstochowy

Polacy przybywając na Haiti przywieźli ze sobą również obraz Czarnej Madonny z Częstochowy. Ze względu na historię Polaków na Haiti i unię polsko-haitańską, ten wizerunek został na zawsze zaadoptowany do religii Vodou jako reprezentacja Loa Erzulie Dantor, czyli kobiecego ducha wojny. Dantor jest postrzegana jako matka rewolucji haitańskiej. To właśnie ona podczas ceremonii w Bwa Kayiman opętała kapłankę (Mambo), rozkazując Haitańczykom chwycić za broń i zabić białych Francuzów. Kiedy ludzie praktykujący Vodou widzą polską Czarną Madonnę, to zawsze widzą w niej Ezili Dantor – potężną istotę duchową ze sztyletami, palącą papierosy i pijącą rum, broniącą swoich dzieci niezależnie od sytuacji. Po dziś dzień, Czarna Madonna z Częstochowy (jak i jej różne wersje czy kopie) znajduje się na wszystkich ołtarzach Vodou jako reprezentacja Erzulie Dantor, ale także innych Lwa jej pokrewnych.

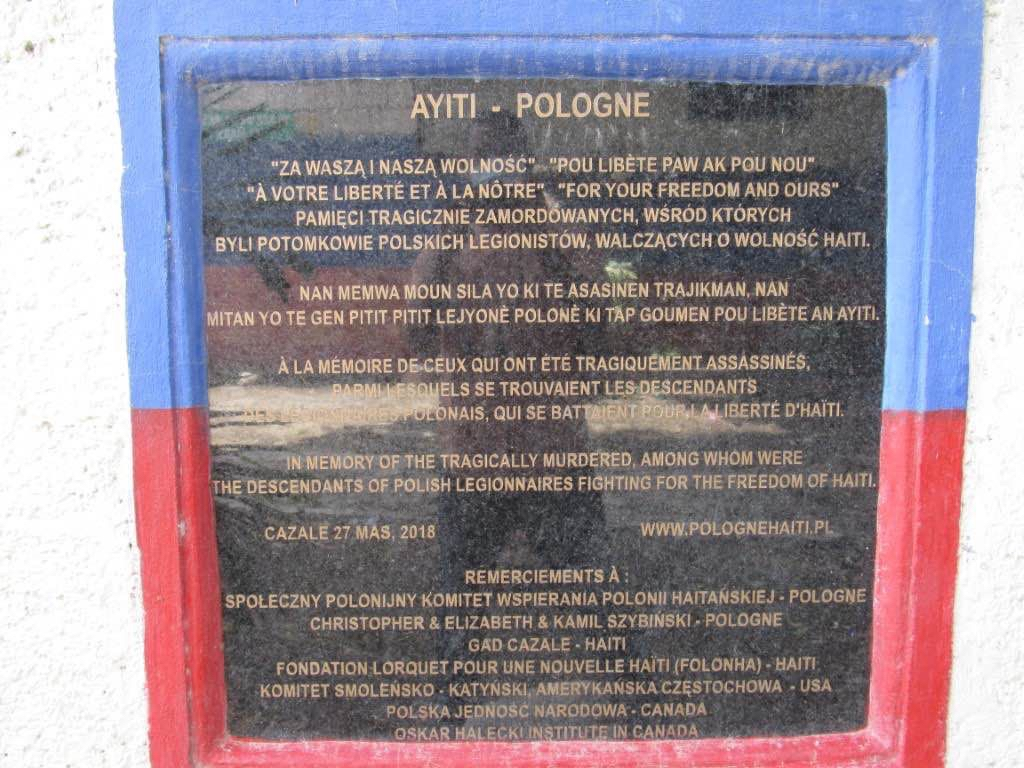
Tabliczka z Haiti (Cazale) upamiętniająca polskich legionistów

W 1980 roku, Polskę odwiedził haitański Houngan (kapłan Vodou) Amon Frémon, potomek polskich legionistów. Został sprowadzony do Wrocławia na zaproszenie Jerzego Grotowskiego. Wizyta ta, a także relacja Frémona z Grotowskim, stały się inspiracją dla filmu dokumentalnego Sztuka znikania (2012), w którym przedstawiono m.in. haitańskie rytuały Vodou odprawiane w intencji wyzwolenia Polski spod wpływów komunizmu i ZSRR. Nie ma informacji na temat tego, ilu polskich legionistów czy ich potomków faktycznie zaangażowało się w tradycję duchową Vodou na przestrzeni stuleci. Obecnie jedynym znanym Polakiem inicjowanym i dopuszczonym do tradycji duchowej Vodou jako kapłan jest Houngan Dawid, znany również jako Bòkò Dawid, który popularyzuje w Polsce wiedzę na temat afrykańskich tradycji w internecie pod pseudonimem „Polski Houngan”. Jest częścią Sosyete (świątyni Vodou) Gade Nou Leve zlokalizowanej w Stanach Zjednoczonych.

## Status Voodoo na świecie i w kulturze

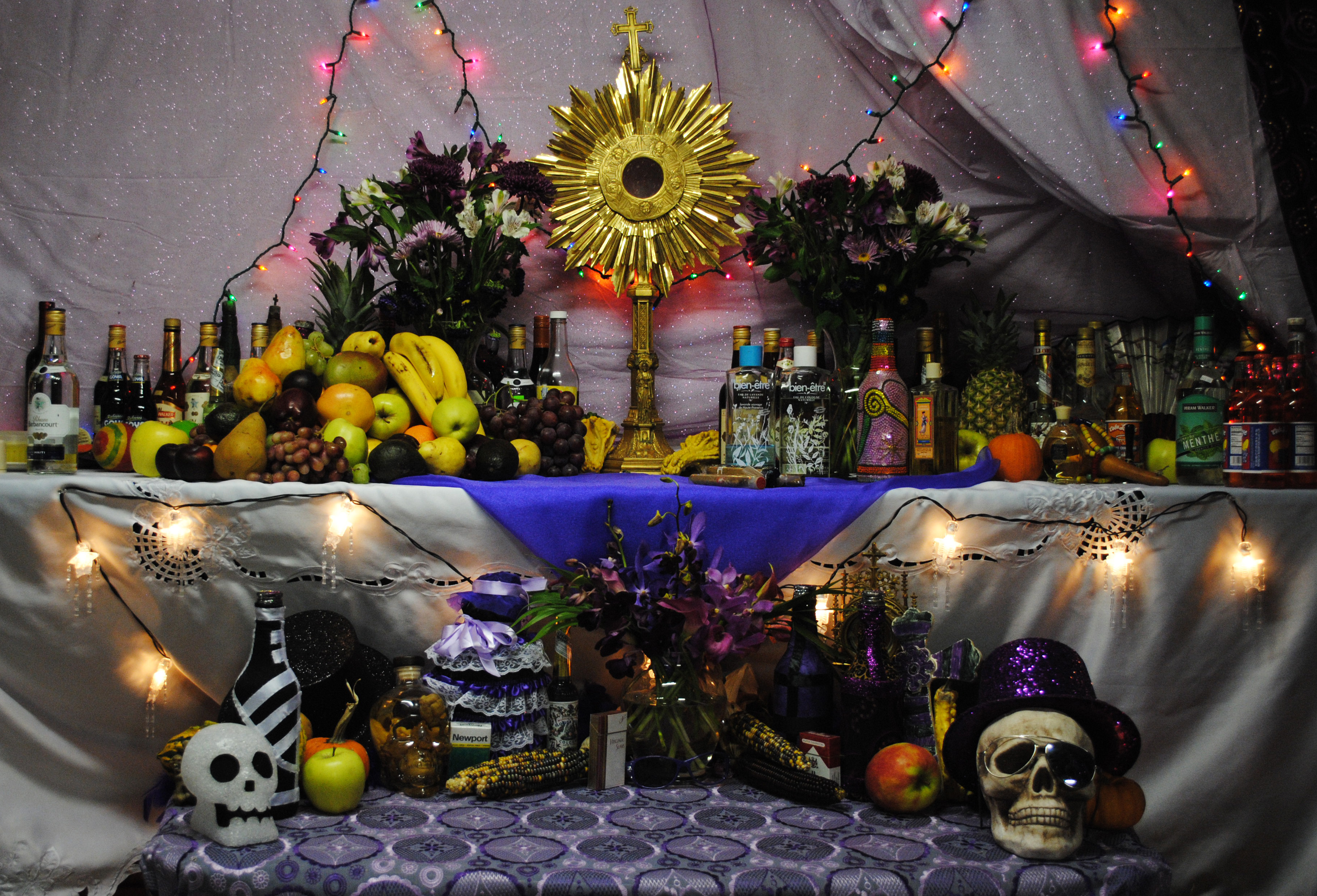
Ołtarz dla duchów śmierci Guede w Bostonie, Massachusetts (USA)

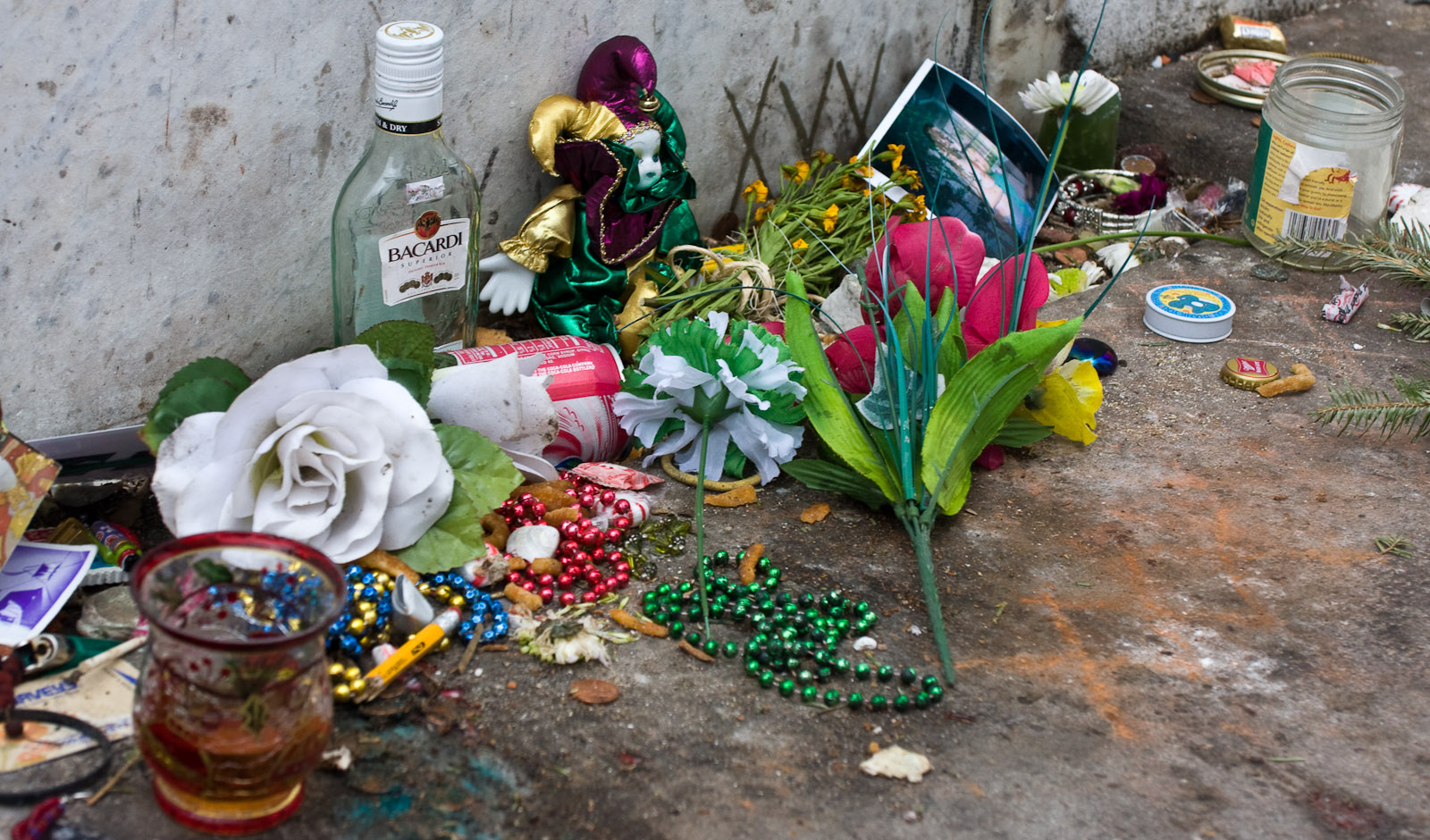
Grób Marie Laveau (królowej stylu Voodoo znanego w Nowym Orleanie, Luizjanie), otoczony czcią przez turystów oraz wielu lokalnych praktykujących

Obecnie Vodou praktykowane jest najliczniej na Karaibach i różnych regionach Stanów Zjednoczonych, gdzie istnieje duża karaibska diaspora (np. Portoryko, Nowy Jork czy Miami, gdzie znajduje się „Małe Haiti”). Istnieje również Nowoorleańskie Voodoo lub Luizjańskie Voodoo, które jest najbardziej znanym przez turystów i osoby „z zewnątrz”. Ten styl Voodoo różni się od tradycyjnego karaibskiego Vodou i został spopularyzowany m.in. przez Marie Laveau, znaną jako „Królowa Voodoo” w Nowym Orleanie. Jej domniemany grób jest bardzo popularną atrakcją turystyczną, kreśli się bowiem na nim krzyże z życzeniami do kapłanki, składając ofiary pod jej grobowcem. Szczególnie dużą rolę Vodou odgrywa na Haiti, gdzie wyznawcami tej religii są także najwyżsi urzędnicy państwowi, np. Émile Jonassaint – przez kilka miesięcy w 1994 r. p.o. prezydenta Haiti. Voodoo została tam podniesiona w 2003 roku przez byłego prezydenta Jean-Bertranda Aristide’a do rangi jednej z religii państwowych tego kraju. Lokalnie mówi się tam, że Haiti jest w 70% katolickie, 30% protestanckie, i w 100% Vodou. Vodou, jak i inne tradycje afrykańskie (takie jak Santeria) są licznie praktykowane w ukryciu w USA, zwłaszcza w show-biznesie. Wiele popularnych artystów czy celebrytów jest inicjowanych w tych systemach.

## Laleczki voodoo

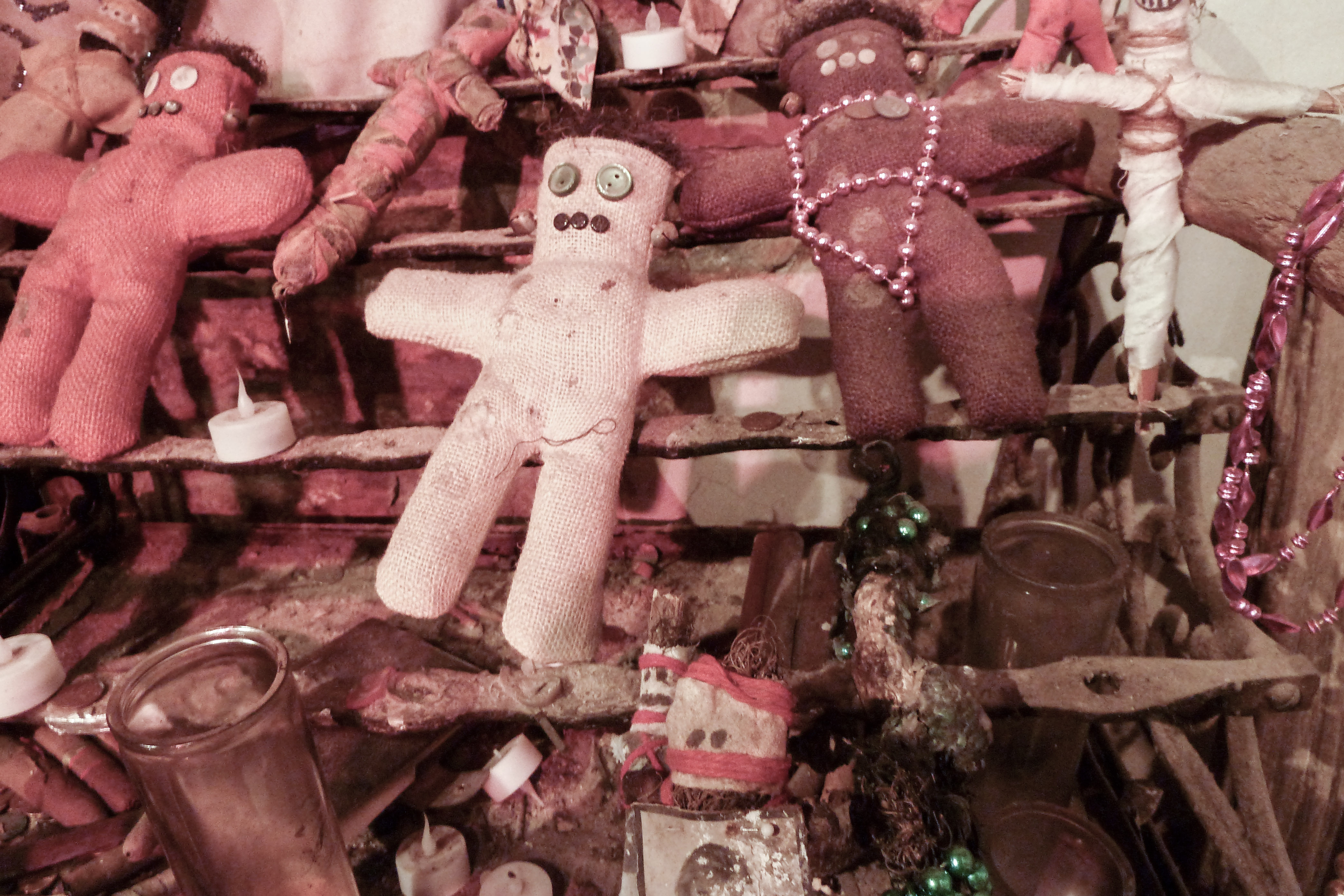
„Laleczki voodoo”

Amerykańska kultura popularna spopularyzowała mit, według którego wyznawcy tradycyjnego Vodou wykorzystują tzw. „laleczki voodoo” w celu sprawiania bólu ludziom, których reprezentują, lub sprowadzania na nich chorób. Laleczki nie są tradycyjnie używane w Vodou, ale lalki na ogół mogą zostać wykorzystywane we wszystkich praktykach magicznych. Przykładem mogą być na przykład słowiańskie motanki. W rzeczywistości na ołtarzach tradycyjnego Vodou umieszcza się czasami figurki lub lalki reprezentujące duchy Loa.

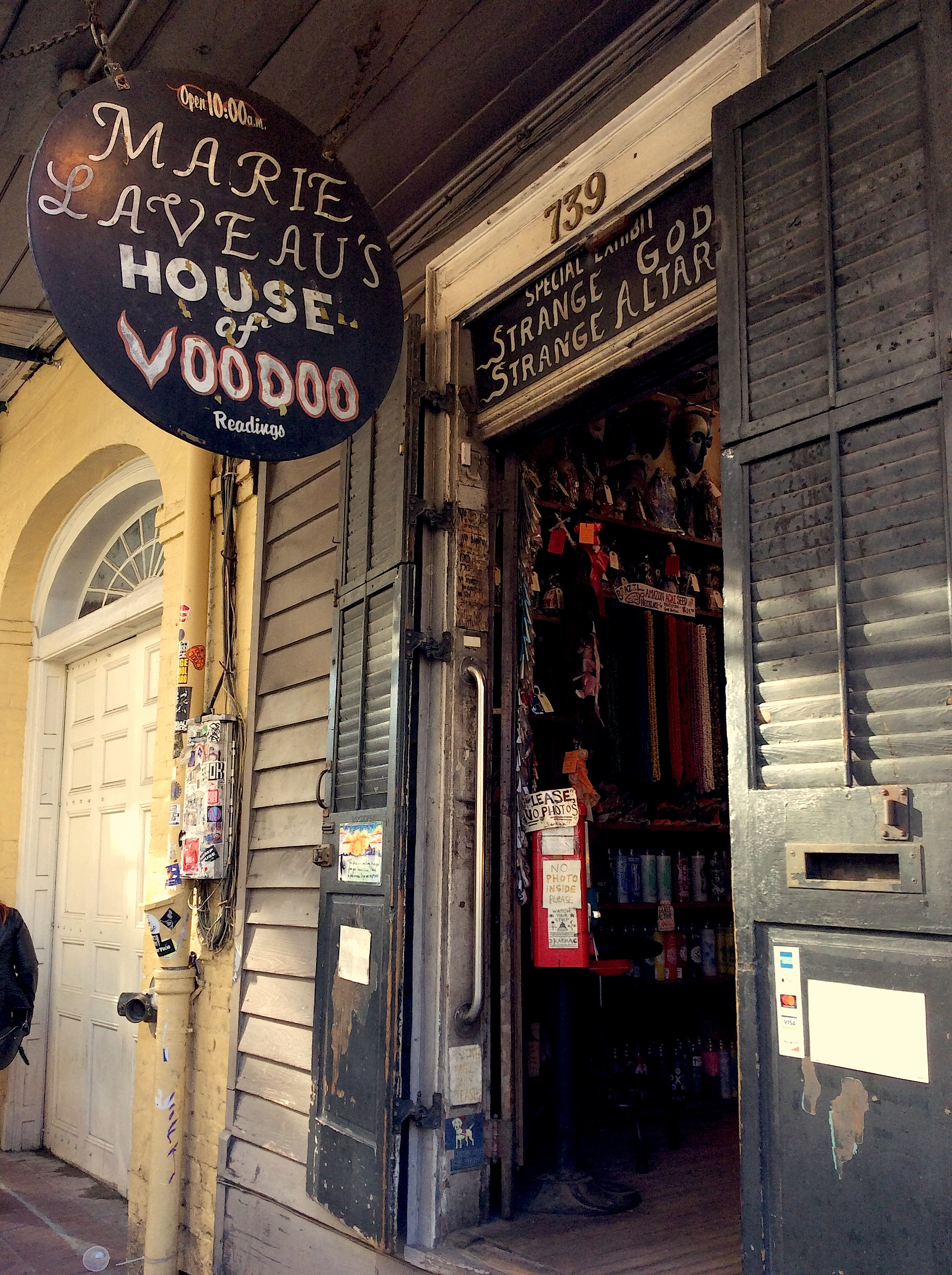
Sklep z „akcesoriami voodoo” dla turystów w Nowym Orleanie

„Laleczki voodoo” są natomiast czasami wykorzystywane (a na pewno chętnie sprzedawane) w praktykach tzw. luizjańskiego Voodoo, zwanego też Voodoo nowoorleańskim, będącego mieszaniną praktyk duchowych Vodou, wierzeń rdzennych Amerykaninów, oraz magii Hoodoo stworzonej przez Afroamerykaninów skupionych na obszarze delty rzeki Missisipi na terenie Nowego Orleanu i Luizjany. Laleczki te mają najprawdopodobniej swoje źródła w początkach XX wieku. W pierwszych dekadach XX wieku lalek tych używano jako narzędzia magii sympatycznej. Wbijanie szpilek nie miało powodować bólu w danym miejscu ciała realnej osoby, ale raczej miało wzmacniać siłę rzucanego zaklęcia. Wyznawcy nowoorleańskiego Voodoo rozróżniają białą i czarną magię.
Wrogie użycie laleczek Voodoo jest uważane za formę „czarnej” magii. W większości przypadków praktykujący używają lalek w celach takich jak uzdrowienie, znalezienie prawdziwej miłości, duchowego przewodnictwa, czy też jako narzędzia medytacji. Nowy Orlean w dzisiejszych czasach słynie z „naciągania” turystów na dramatyczną, nieszczerą wersję praktyk i tradycji afrykańskich, którzy szukają „egzotycznego doświadczenia”, a nie prawdziwej tradycji duchowej. Prawdziwego nowoorleańskiego Voodoo nie znajdzie się w głównej części miasta, gdzie znajduje się najwięcej sklepów ezoterycznych, tzw. „voodoo shops”. Lalki sprzedawane w tamtejszych sklepach mają zazwyczaj służyć dobrym celom, bądź też jako zwykłe pamiątki dla turystów.

## Literatura
- Maya Deren, Bogowie haitańskiego wudu, Wydawnictwo A, Kraków 2000.
- Leszek Kolankiewicz, Samba z bogami. Opowieść antropologiczna, Wydawnictwo KR, Warszawa 1995.
- Janusz Krzyżowski: Psychiatria transkulturowa. Warszawa: Medyk sp z o.o., 2002. ISBN 83-87340-63-4. Brak numerów stron w książce